# Забърденски манастир
„Свети Георги“ (на гръцки: Μονή Αγίου Γεωργίου Μελανθίου) е женски православен манастир в костурското село Забърдени (Мелантио), Егейска Македония, Гърция.
Манастирът е разположен на входа на Забърдени, на 24 km югозападно от Костур. Работи от 2008 година. Католиконът е красива кръстокуполна базилика.